# Simona Halep
Simona Halep (* 27. September 1991 in Constanța) ist eine ehemalige rumänische Tennisspielerin. Ihre größten Erfolge sind die Titelgewinne bei den French Open 2018 und in Wimbledon 2019. Zwischen Oktober 2017 und Januar 2019 war sie insgesamt 64 Wochen die Nummer 1 der Weltrangliste.

## Leben
Haleps Vater war Fußballspieler des Clubs FC Farul Constanța. Ihr Bruder spielte bereits Tennis und wurde von Simona und ihren Eltern zum Training begleitet. Dort auf dem Tennisplatz griff Simona zum Schläger, wobei der Tennistrainer auf sie aufmerksam wurde und sie danach ebenfalls trainierte. Daneben spielte sie in ihrer Kindheit noch Fußball und Handball in der Schule.
Ihr großes Vorbild ist der Fußballspieler und jetzige Fußballtrainer Gheorghe Hagi, der ebenso aus Constanța stammt und wie die Familie Halep dem aromunischen Volk in Rumänien angehört.
Am 15. September 2021 heiratete sie ihren Freund Toni Iuruc in ihrer Geburtsstadt Constanța.
Knapp ein Jahr später wurde bekannt, dass sich das Paar scheiden lässt.

## Karriere
Im Alter von vier Jahren begann Simona Halep mit dem Tennisspielen. Sie bevorzugte zunächst Sandplätze, da sie zu Beginn ihrer Karriere auf Sand bessere Resultate erzielte; inzwischen spielt sie lieber auf Hartplatz. Seit 2010 gehört sie zum rumänischen Fed-Cup-Team. Sie gewann 16 ihrer bisher 25 Fed-Cup-Partien.

### 2008 bis 2012: Die Anfänge

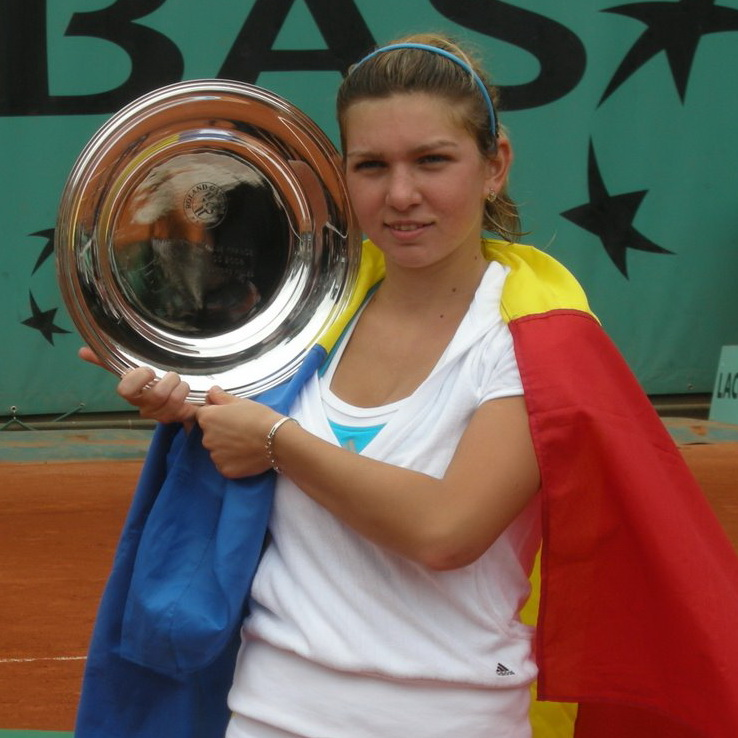
Titelgewinn 2008 bei den French Open der Juniorinnen

Im Juni 2008 gewann sie das Juniorinnen-Turnier der French Open mit einem Finalsieg über ihre Landsfrau Elena Bogdan (6:4, 6:73, 6:2).
Da Halep unter Rückenschmerzen litt und sich beim Tennisspiel physisch beeinträchtigt fühlte, unterzog sie sich im Sommer 2009 einer Operation, bei der ihre Brüste von der BH-Größe 80E auf 80B verkleinert wurden.
Beim WTA-Turnier in Fès erreichte sie 2010 das Endspiel, das sie gegen Iveta Benešová mit 4:6, 2:6 verlor. Bei den French Open qualifizierte sie sich erstmals für das Hauptfeld eines Grand-Slam-Turniers. Sie unterlag in Runde eins der späteren Finalistin Samantha Stosur mit 5:7 und 1:6.
Bei den Australian Open erreichte sie 2011 zum ersten Mal die dritte Runde eines Grand-Slam-Turniers, als sie in Runde zwei die gesetzte Alissa Kleibanowa mit 6:4, 7:62 bezwang. Ihre Drittrundenpartie verlor sie gegen Agnieszka Radwańska in zwei Sätzen.
Wegen einer Bauchmuskelzerrung blieben dann weitere Erfolge erst einmal aus. Ihre Finalteilnahme von 2010 in Fès konnte sie jedoch bestätigen. Nach Siegen unter anderem über Nastassja Jakimawa und Gréta Arn unterlag sie im Endspiel Alberta Brianti 4:6 und 3:6.
In Wimbledon beeindruckte sie bei ihrem Zweitrundenmatch gegen die langjährige Weltranglistenerste Serena Williams, gegen die sie mit 6:3, 2:6, 1:6 ausschied.
Auf der US-Hartplatztour bezwang sie als Qualifikantin beim Rogers Cup in Toronto im Hauptfeld Swetlana Kusnezowa in drei Sätzen; es war ihr erster Sieg über eine Top-20-Spielerin. In Runde zwei schied sie gegen Lucie Šafářová mit 2:6, 4:6 aus; dennoch schaffte sie damit den Sprung in die Top 50 der Weltrangliste.
Bei den US Open konnte sie trotz Knöchelproblemen gegen Li Na den ersten Sieg (6:2, 7:5) gegen eine Top-Ten-Spielerin feiern. In Runde zwei musste sie sich nach mehreren Verletzungspausen Carla Suárez mit 6:3, 2:6, 2:6 geschlagen geben.
In der Saison 2011 verbesserte sie sich um fast 40 Weltranglistenplätze auf Rang 47.

### 2013–2016: WTA-Titel, Top Ten und erstes Grand-Slam-Finale

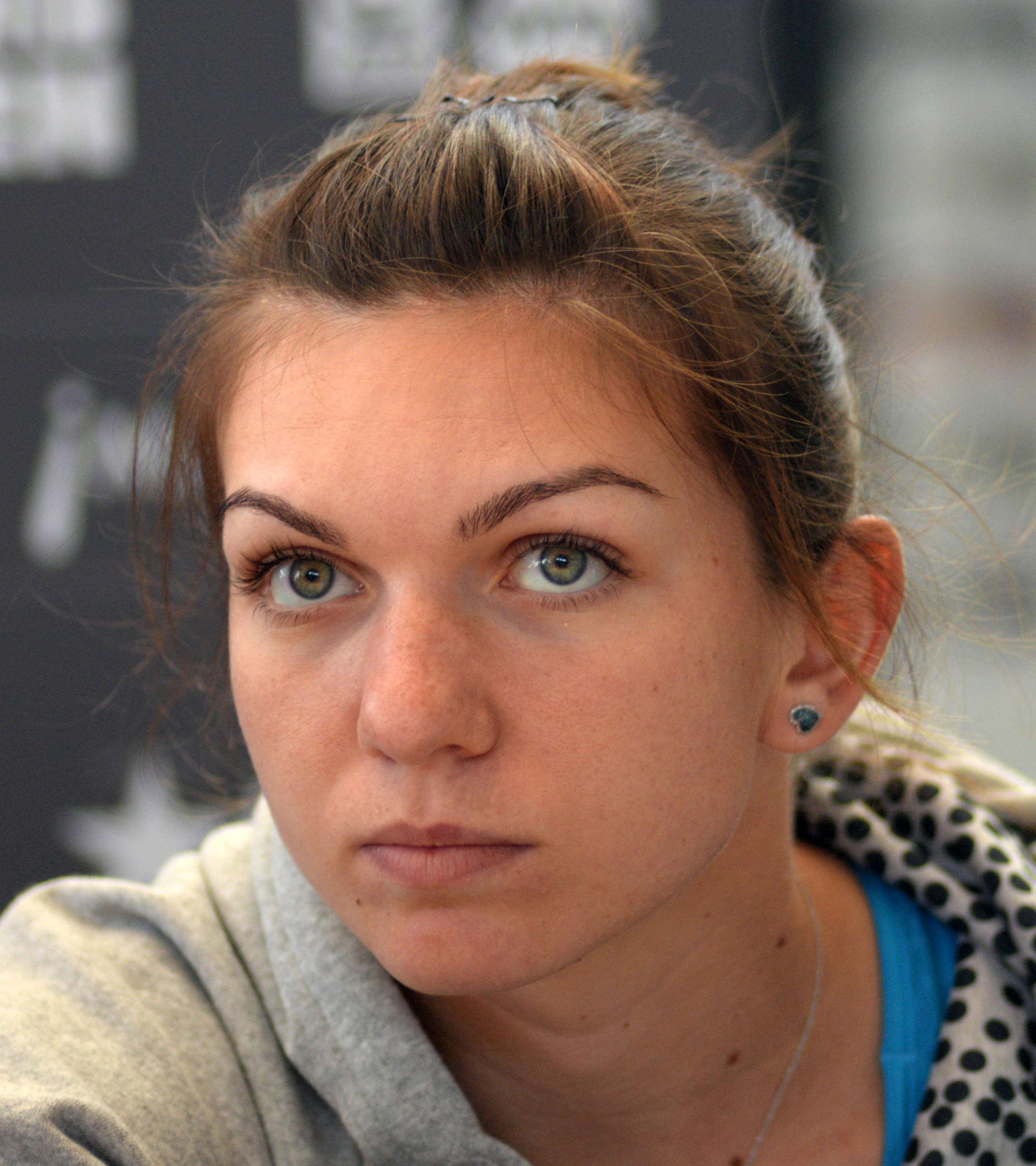
2014 in Madrid

Am 15. Juni 2013 gewann Halep in Nürnberg ihren ersten Einzeltitel auf der WTA Tour. Im Finale besiegte sie Andrea Petković mit 6:3 und 6:3. Eine Woche später gewann sie auch die Topshelf Open im niederländischen ’s-Hertogenbosch. Noch innerhalb eines Monats folgte beim WTA-Turnier in Budapest Einzeltitel Nummer drei, und nur sechs Wochen später landete sie den vierten Titelgewinn beim Hartplatzturnier von New Haven; im Halbfinale besiegte sie die Weltranglistenachte Caroline Wozniacki mit 6:2, 7:5 und im Endspiel Petra Kvitová (WTA 9) in zwei glatten Sätzen.
Bei den US Open erreichte sie erstmals in ihrer Karriere das Achtelfinale, in dem sie Flavia Pennetta in zwei Sätzen unterlag. Acht Wochen nach New Haven gewann sie ein weiteres WTA-Turnier, als sie im Endspiel von Moskau Samantha Stosur in zwei Sätzen besiegte. Nur zwei Wochen später gewann sie mit einem erneuten Endspielsieg über Stosur auch das WTA Tournament of Champions in Sofia. Mit ihrem sechsten Titelgewinn in nur viereinhalb Monaten verbesserte sich Halep auf Platz 11 der Weltrangliste.
In Melbourne stand sie 2014 nach einem glatten Zweisatzsieg über Jelena Janković erstmals im Viertelfinale eines Grand-Slam-Turniers, das sie gegen die spätere Finalistin Dominika Cibulková mit 3:6, 0:6 verlor. In Doha bezwang sie nach Kaia Kanepi und Annika Beck auch die drei Top-Ten-Spielerinnen Sara Errani, Agnieszka Radwańska und Angelique Kerber jeweils in zwei Sätzen. Sie gewann damit ihren siebten WTA-Titel innerhalb von acht Monaten und erreichte am 17. März 2014 Position 5 der Weltrangliste. Am 11. Mai stand sie in Madrid erneut im Endspiel eines WTA-Turniers, das sie in drei Sätzen gegen Marija Scharapowa verlor.
Bei den French Open erreichte sie erstmals in ihrer Karriere das Finale eines Grand-Slam-Turniers, das sie gegen Scharapowa mit 4:6, 7:65, 4:6 verlor. In Wimbledon erreichte sie das Halbfinale, in dem sie Eugenie Bouchard mit 6:75, 2:6 unterlag. Am 11. August 2014 war Halep die neue Nummer 2 der Welt. Belohnt wurde ihre gute Saison mit der ersten Teilnahme bei den WTA Championships. Sie kam dort bis ins Finale, das sie gegen Serena Williams mit 3:6 und 0:6 verlor.
Beim Hartplatzturnier in Shenzhen stand sie 2015 erneut im Endspiel, das sie gegen Timea Bacsinszky mit 6:2 und 6:2 gewann. In Melbourne spielte sie sich ins Viertelfinale, in dem sie überraschend klar an Jekaterina Makarowa scheiterte. Nach Turniersiegen in Dubai und Indian Wells sowie Halbfinalteilnahmen in Miami, Stuttgart und Rom kam bei den French Open das Aus bereits in Runde zwei gegen Mirjana Lučić-Baroni. In Wimbledon musste sie dann sogar eine Erstrundenniederlage gegen Jana Čepelová hinnehmen.
Mit den Gefahren durch das Zika-Virus begründete Halep ihren Verzicht auf die Teilnahme an den Olympischen Spielen in Rio.

### Seit 2017: Weltranglistenerste und erste Grand-Slam-Titel

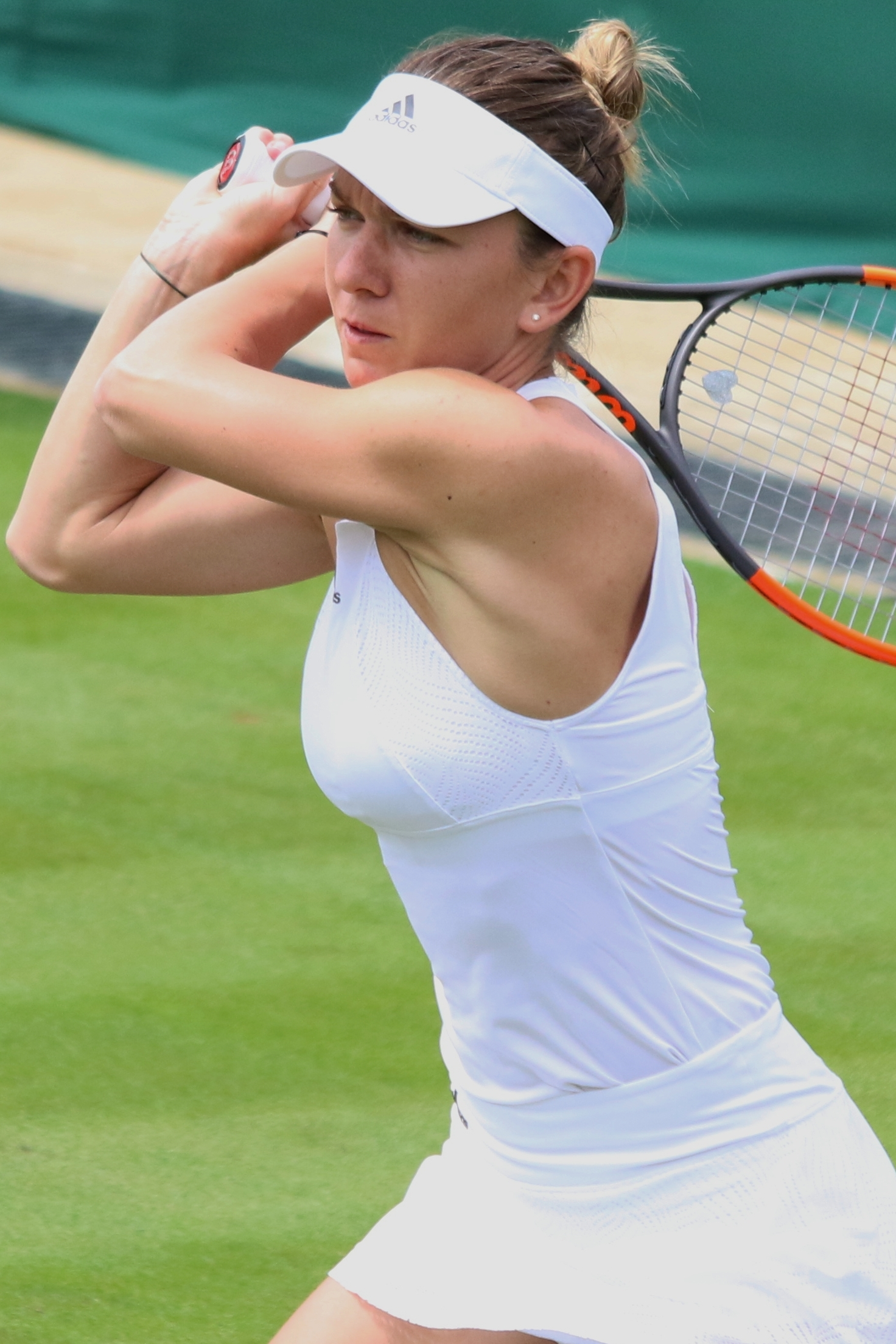
Halep in Wimbledon 2017

2017 erreichte Halep zum zweiten Mal in ihrer Karriere das Finale der French Open, das sie gegen Jeļena Ostapenko verlor. Dadurch verpasste sie auch den Sprung auf Platz 1 der Weltrangliste. Weitere Chancen vergab sie in jenem Jahr in Wimbledon und Cincinnati. Nachdem sie bei den China Open im September 2017 Marija Scharapowa und im Halbfinale Jeļena Ostapenko schlagen konnte, gelang ihr die Übernahme der Führung der Weltrangliste.
Zu Beginn des Jahres 2018 gewann Halep in Shenzhen sowohl im Einzel als auch zusammen mit ihrer Landsfrau Irina-Camelia Begu das Doppel. Dies war ihr erster Doppel-Erfolg bei einem WTA-Turnier. Bei den folgenden Australian Open drohte sie in der dritten Runde gegen Lauren Davis auszuscheiden. Im bis dahin drittlängsten Dameneinzel der Turniergeschichte gewann sie in 3:45 Stunden mit 4:6, 6:4, 15:13 gegen die ungesetzte US-Amerikanerin und beide stellten mit insgesamt 48 Spielen einen neuen Australian-Open-Rekord auf. Nach weiteren Siegen über Naomi Ōsaka, Karolína Plíšková und einem ebenfalls kräfteraubenden Dreisatzerfolg gegen Angelique Kerber traf sie in ihrem dritten Grand-Slam-Finale auf Caroline Wozniacki. Nach 2:49 Stunden wurde sie von der auf Platz zwei der Setzliste geführten Dänin mit 7:6(2), 3:6, 6:4 besiegt. Mit diesem Erfolg wurde Halep von Wozniacki auch an der Spitze der Weltrangliste abgelöst. Am 26. Februar 2018 übernahm Halep erneut die Führung in der Weltrangliste.
Bei den folgenden French Open gelangte Halep nach Siegen u. a. über Elise Mertens, Angelique Kerber und die frühere Turniersiegerin Garbiñe Muguruza zum dritten Mal ins Einzelfinale. Dort besiegte sie in drei Sätzen die an Nummer 10 gesetzte Sloane Stephens (3:6, 6:4, 6:1) und gewann damit ihren ersten Grand-Slam-Titel. In Wimbledon schied sie in der dritten Runde, nachdem sie einen Matchball vergeben hatte, in drei Sätzen gegen Hsieh Su-wei aus. Beim Rogers Cup in Montreal gewann sie ihren dritten Titel der Saison, im Finale besiegte sie Sloane Stephens mit 7:6, 3:6, 6:4. Beim anschließenden Turnier in Cincinnati zog sie ebenfalls ins Finale ein, verlor dieses aber gegen Kiki Bertens in drei Sätzen. Bei den zwei abschließenden Premier-Turnieren in Wuhan und Peking verlor sie jeweils ihr Auftaktmatch. Danach sagte Halep ihren Start bei den WTA Championships aufgrund anhaltender Rückenprobleme ab. Dennoch schloss sie das Jahr zum zweiten Mal in Folge als Weltranglistenerste ab. Im November gaben Halep und ihr Trainer Darren Cahill nach vierjähriger Zusammenarbeit (insgesamt waren es dann sechs Jahre, von 2015 bis Ende 2018 – und erneut in den Jahren 2020 und 2021) ihre Trennung bekannt, da sich Cahill mehr Zeit für seine Familie nehmen wolle.
Nach einer bis dahin wenig erfolgreichen Saison gewann sie 2019 in Wimbledon ihren zweiten Grand-Slam-Titel. Im Finale besiegte sie Serena Williams klar mit 6:2 und 6:2.
Ende September 2021 gab sie die Trennung von ihrem Trainer Darren Cahill bekannt. Mit diesem hatte sie während insgesamt sechs Jahren zusammengearbeitet, von 2015 bis Ende 2018 und erneut von seit 2020. Im Oktober stellte sie Adrian Marcu als neuen Coach vor. Mit ihm hatte sie bereits im Jahr 2003 zusammengearbeitet.

### Suspendierung 2022
Im Oktober 2022 wurde Halep von der International Tennis Integrity Agency (ITIA) vorläufig suspendiert. In einer Doping-Probe, die bei den US Open 2022 entnommen wurde, fand sich der verbotene Stoff Roxadustat. Im Mai 2023 wurde bekannt, dass die ITIA ihr wegen Unregelmäßigkeiten in ihrem Biologischen Athletenpass einen separaten Verstoß gegen die Anti-Doping-Richtlinien vorwirft. Im September 2023 verhängte die ITIA wegen beiden Vorwürfen eine vierjährige Sperre bis zum 6. Oktober 2026. Der von Halep angerufene Internationale Sportgerichtshof reduzierte die Sperre im März 2024 auf neun Monate, womit sie sofort wieder spielberechtigt wurde.

### Miami 2024 bis Rücktritt 2025
Im März 2024 erhielt sie eine Wildcard für das Hauptfeld im Dameneinzel der Miami Open, verlor jedoch bereits ihre Auftaktpartie gegen Paula Badosa mit 6:1, 4:6 und 3:6. Im Mai erhielt sie eine Wildcard für das Hauptfeld im Dameneinzel der Trophée Clarins 2024, wo sie im Match der ersten Runde gegen McCartney Kessler beim Stand von 7:5 und 2:3 verletzungsbedingt aufgeben musste. Ende September gelang ihr bei den Hong Kong 125 Open, einem Challenger-Turnier, der erste Sieg seit Wiedereinstieg in die Tour. Sie besiegte Arina Rodionova mit 6:2, 4:6 und 6:4, bevor sie in der zweiten Runde gegen Anna Blinkowa mit 2:6 und 1:6 verlor. Ende Oktober startete sie bei den Hong Kong Tennis Open mit einer Wildcard, verlor aber bereits in der ersten Runde gegen Yuan Yue
Nach der 1:6 und 1:6 Niederlage bei den Transylvania Open gegen Lucia Bronzetti verkündete sie am 4. Februar 2025 ihr Karriereende.

## Erfolge

### Einzel

#### Turniersiege
| Nr. | Datum              | Turnier          | Kategorie                   | Belag             | Finalgegnerin        | Ergebnis         |
| --- | ------------------ | ---------------- | --------------------------- | ----------------- | -------------------- | ---------------- |
| 1.  | 6. Mai 2007        | Bukarest         | ITF $10.000                 | Sand              | Andreea Mitu         | 7:65, 6:0        |
| 2.  | 13. Mai 2007       | Bukarest         | ITF $10.000                 | Sand              | Patricia Mayr        | 6:3, 3:6, 6:2    |
| 3.  | 4. Mai 2008        | Bukarest         | ITF $10.000                 | Sand              | Elena Bogdan         | 6:1, 6:3         |
| 4.  | 18. Mai 2008       | Bukarest         | ITF $10.000                 | Sand              | Stéphanie Vongsouthi | 7:64, 6:3        |
| 5.  | 28. Juni 2008      | Kristinehamn     | ITF $25.000                 | Sand              | Anne Schäfer         | 6:3, 6:2         |
| 6.  | 6. September 2009  | Maribor          | ITF $25.000                 | Sand              | Katalin Marosi       | 6:4, 6:2         |
| 7.  | 15. Juni 2013      | Nürnberg         | WTA International           | Sand              | Andrea Petković      | 6:3, 6:3         |
| 8.  | 22. Juni 2013      | ’s-Hertogenbosch | WTA International           | Rasen             | Kirsten Flipkens     | 6:4, 6:2         |
| 9.  | 14. Juli 2013      | Budapest         | WTA International           | Sand              | Yvonne Meusburger    | 6:3, 6:77, 6:1   |
| 10. | 24. August 2013    | New Haven        | WTA Premier                 | Hartplatz         | Petra Kvitová        | 6:2, 6:2         |
| 11. | 20. Oktober 2013   | Moskau           | WTA Premier                 | Hartplatz (Halle) | Samantha Stosur      | 7:61, 6:2        |
| 12. | 3. November 2013   | Sofia            | WTA Tournament of Champions | Hartplatz (Halle) | Samantha Stosur      | 2:6, 6:2, 6:2    |
| 13. | 16. Februar 2014   | Doha             | WTA Premier 5               | Hartplatz         | Angelique Kerber     | 6:2, 6:3         |
| 14. | 13. Juli 2014      | Bukarest (1)     | WTA International           | Sand              | Roberta Vinci        | 6:1, 6:3         |
| 15. | 10. Januar 2015    | Shenzhen (1)     | WTA International           | Hartplatz         | Timea Bacsinszky     | 6:2, 6:2         |
| 16. | 21. Februar 2015   | Dubai            | WTA Premier 5               | Hartplatz         | Karolína Plíšková    | 6:4, 7:64        |
| 17. | 22. März 2015      | Indian Wells     | WTA Premier Mandatory       | Hartplatz         | Jelena Janković      | 2:6, 7:5, 6:4    |
| 18. | 7. Mai 2016        | Madrid (1)       | WTA Premier Mandatory       | Sand              | Dominika Cibulková   | 6:2, 6:4         |
| 19. | 17. Juli 2016      | Bukarest (2)     | WTA International           | Sand              | Anastasija Sevastova | 6:0, 6:0         |
| 20. | 31. Juli 2016      | Montreal (1)     | WTA Premier 5               | Hartplatz         | Madison Keys         | 7:62, 6:3        |
| 21. | 13. Mai 2017       | Madrid (2)       | WTA Premier Mandatory       | Sand              | Kristina Mladenovic  | 7:5, 6:75, 6:2   |
| 22. | 6. Januar 2018     | Shenzhen (2)     | WTA International           | Hartplatz         | Kateřina Siniaková   | 6:1, 2:6, 6:0    |
| 23. | 9. Juni 2018       | French Open      | Grand Slam                  | Sand              | Sloane Stephens      | 3:6, 6:4, 6:1    |
| 24. | 12. August 2018    | Montreal (2)     | WTA Premier 5               | Hartplatz         | Sloane Stephens      | 7:66, 3:6, 6:4   |
| 25. | 13. Juli 2019      | Wimbledon        | Grand Slam                  | Rasen             | Serena Williams      | 6:2, 6:2         |
| 26. | 22. Februar 2020   | Dubai            | WTA Premier                 | Hartplatz         | Jelena Rybakina      | 3:6, 6:3, 7:65   |
| 27. | 16. August 2020    | Prag             | WTA International           | Sand              | Elise Mertens        | 6:2, 7:5         |
| 28. | 21. September 2020 | Rom              | WTA Premier 5               | Sand              | Karolína Plíšková    | 6:0, 2:1 Aufgabe |
| 29. | 9. Januar 2022     | Melbourne        | WTA 250                     | Hartplatz         | Weronika Kudermetowa | 6:2, 6:3         |
| 30. | 14. August 2022    | Toronto          | WTA 1000                    | Hartplatz         | Beatriz Haddad Maia  | 6:3, 2:6, 6:3    |

#### Finalteilnahmen
| Nr. | Datum            | Turnier         | Kategorie              | Belag             | Siegerin            | Ergebnis                |
| --- | ---------------- | --------------- | ---------------------- | ----------------- | ------------------- | ----------------------- |
| 1.  | 6. Mai 2007      | Makarska        | ITF $50.000            | Sand              | Tatjana Malek       | 1:6, 6:4, 4:6           |
| 2.  | 1. Mai 2010      | Fès             | WTA International      | Sand              | Iveta Benešová      | 4:6, 2:6                |
| 3.  | 17. Oktober 2010 | Torhout         | ITF $100.000           | Hartplatz (Halle) | Yanina Wickmayer    | 3:6, 2:6                |
| 4.  | 24. April 2011   | Fès             | WTA International      | Sand              | Alberta Brianti     | 4:6, 3:6                |
| 5.  | 26. Mai 2012     | Brüssel         | WTA Premier            | Sand              | Agnieszka Radwańska | 5:7, 0:6                |
| 6.  | 11. Mai 2014     | Madrid          | WTA Premier Mandatory  | Sand              | Marija Scharapowa   | 6:1, 2:6, 3:6           |
| 7.  | 7. Juni 2014     | French Open     | Grand Slam             | Sand              | Marija Scharapowa   | 4:6, 7:65, 4:6          |
| 8.  | 26. Oktober 2014 | Singapur        | WTA Tour Championships | Hartplatz (Halle) | Serena Williams     | 3:6, 0:6                |
| 9.  | 16. August 2015  | Toronto         | WTA Premier 5          | Hartplatz         | Belinda Bencic      | 6:75, 7:64, 0:3 Aufgabe |
| 10. | 23. August 2015  | Cincinnati      | WTA Premier 5          | Hartplatz         | Serena Williams     | 3:6, 6:75               |
| 11. | 21. Mai 2017     | Rom             | WTA Premier 5          | Sand              | Elina Switolina     | 6:4, 5:7, 1:6           |
| 12. | 10. Juni 2017    | French Open     | Grand Slam             | Sand              | Jeļena Ostapenko    | 6:4, 4:6, 3:6           |
| 13. | 20. August 2017  | Cincinnati      | WTA Premier 5          | Hartplatz         | Garbiñe Muguruza    | 1:6, 0:6                |
| 14. | 8. Oktober 2017  | Peking          | WTA Premier Mandatory  | Hartplatz         | Caroline Garcia     | 4:6, 6:73               |
| 15. | 27. Januar 2018  | Australian Open | Grand Slam             | Hartplatz         | Caroline Wozniacki  | 6:72, 6:3, 4:6          |
| 16. | 20. Mai 2018     | Rom             | WTA Premier 5          | Sand              | Elina Switolina     | 0:6, 4:6                |
| 17. | 19. August 2018  | Cincinnati      | WTA Premier 5          | Hartplatz         | Kiki Bertens        | 6:2, 6:76, 2:6          |
| 18. | 16. Februar 2019 | Doha            | WTA Premier            | Hartplatz         | Elise Mertens       | 6:3, 4:6, 3:6           |
| 19. | 31. Oktober 2021 | Cluj-Napoca     | WTA 250                | Hartplatz         | Anett Kontaveit     | 2:6, 3:6                |

### Doppel
Turniersiege 
| Nr. | Datum          | Turnier  | Kategorie         | Belag     | Partnerin           | Finalgegnerinnen                      | Ergebnis          |
| --- | -------------- | -------- | ----------------- | --------- | ------------------- | ------------------------------------- | ----------------- |
| 1.  | 6. Mai 2007    | Bukarest | ITF $10.000       | Sand      | Ionela-Andreea Iova | Laura-Ioana Andrei Ioana Gaspar       | 6:4, 2:6, 6:3     |
| 2.  | 13. Mai 2007   | Bukarest | ITF $10.000       | Sand      | Irina-Camelia Begu  | Laura-Ioana Andrei Ioana Gaspar       | 6:4, 6:2          |
| 3.  | 4. Mai 2008    | Bukarest | ITF $10.000       | Sand      | Ionela-Andreea Iova | Oxana Chomyk Shona Lee                | 6:3, 6:1          |
| 4.  | 10. Mai 2009   | Bukarest | ITF $100.000      | Sand      | Irina-Camelia Begu  | Julia Görges Sandra Klemenschits      | 2:6, 6:0, [12:10] |
| 5.  | 6. Januar 2018 | Shenzhen | WTA International | Hartplatz | Irina-Camelia Begu  | Barbora Krejčíková Kateřina Siniaková | 1:6, 6:1, [10:8]  |

## Karrierestatistik und Turnierbilanz

### Einzel
| Turnier                      | 2006              | 2007              | 2008              | 2009              | 2010              | 2011              | 2012              | 2013              | 2014              | 2015              | 2016             | 2017              | 2018              | 2019              | 2020              | 2021              | 2022              | 2023              | 2024             | 2025             | T / T       | S/N         | Sieg%       |
| ---------------------------- | ----------------- | ----------------- | ----------------- | ----------------- | ----------------- | ----------------- | ----------------- | ----------------- | ----------------- | ----------------- | ---------------- | ----------------- | ----------------- | ----------------- | ----------------- | ----------------- | ----------------- | ----------------- | ---------------- | ---------------- | ----------- | ----------- | ----------- |
| Australian Open              | –                 | –                 | –                 | –                 | Q1                | 3                 | 1                 | 1                 | VF                | VF                | 1                | 1                 | F                 | AF                | HF                | VF                | AF                | –                 | –                | –                | 0 / 12      | 31:12       | 72 %        |
| French Open                  | –                 | –                 | –                 | Q2                | 1                 | 2                 | 1                 | 1                 | F                 | 2                 | AF               | F                 | S                 | VF                | AF                | –                 | 2                 | –                 | –                | –                | 1 / 12      | 32:11       | 74 %        |
| Wimbledon                    | –                 | –                 | –                 | –                 | Q2                | 2                 | 1                 | 2                 | HF                | 1                 | VF               | VF                | 3                 | S                 | n. a.             | –                 | HF                | –                 | –                | –                | 1 / 10      | 29:9        | 76 %        |
| US Open                      | –                 | –                 | –                 | –                 | 1                 | 2                 | 2                 | AF                | 3                 | HF                | VF               | 1                 | 1                 | 2                 | –                 | AF                | 1                 | –                 | –                | –                | 0 / 12      | 20:11       | 65 %        |
| WTA Finals                   | –                 | –                 | –                 | –                 | –                 | –                 | –                 | –                 | F                 | RR                | RR               | RR                | –                 | RR                | n. a.             | –                 | –                 | –                 | –                | –                | 0 / 5       | 7:10        | 41 %        |
| Doha                         | a. K.             | a. K.             | –                 | n. a. bzw. a. K.  | n. a. bzw. a. K.  | n. a. bzw. a. K.  | AF                | 2                 | S                 | a. K.             | 2                | a. K.             | HF                | a. K.             | –                 | a. K.             | 1                 | a. K.             | –                | –                | 1 / 6       | 11:4        | 73 %        |
| Dubai                        | andere Kategorie  | andere Kategorie  | andere Kategorie  | –                 | –                 | –                 | andere Kategorie  | andere Kategorie  | andere Kategorie  | S                 | a. K.            | –                 | a. K.             | VF                | a. K.             | –                 | a. K.             | –                 | –                | –                | 1 / 2       | 7:1         | 88 %        |
| Indian Wells                 | –                 | –                 | –                 | –                 | –                 | 2                 | 3                 | 2                 | HF                | S                 | VF               | 3                 | HF                | AF                | n. a.             | 3                 | HF                | –                 | –                | –                | 1 / 11      | 28:10       | 74 %        |
| Miami                        | –                 | –                 | –                 | –                 | –                 | 2                 | 3                 | 3                 | –                 | HF                | VF               | VF                | 3                 | HF                | n. a.             | 3                 | –                 | –                 | 1                | –                | 0 / 10      | 21:9        | 70 %        |
| Madrid                       | nicht ausgetragen | nicht ausgetragen | nicht ausgetragen | –                 | Q1                | 1                 | 1                 | 1                 | F                 | 1                 | S                | S                 | VF                | F                 | n. a.             | AF                | VF                | –                 | –                | –                | 2 / 11      | 30:9        | 77 %        |
| Rom                          | –                 | –                 | –                 | –                 | –                 | Q1                | 1                 | HF                | AF                | HF                | 2                | F                 | F                 | 2                 | S                 | 2                 | 2                 | –                 | –                | –                | 1 / 11      | 21:9        | 70 %        |
| Kanada                       | –                 | –                 | –                 | –                 | Q3                | 2                 | 2                 | –                 | –                 | F                 | S                | HF                | S                 | VF                | n. a.             | 2                 | S                 | –                 | –                | –                | 3 / 9       | 27:6        | 82 %        |
| Cincinnati                   | andere Kategorie  | andere Kategorie  | andere Kategorie  | –                 | Q2                | –                 | 1                 | VF                | VF                | F                 | HF               | F                 | F                 | AF                | –                 | 2                 | 2                 | –                 | –                | –                | 0 / 10      | 24:8        | 75 %        |
| Tokio                        | –                 | –                 | –                 | –                 | Q2                | –                 | 2                 | AF                | n. a. bzw. a. K.  | n. a. bzw. a. K.  | n. a. bzw. a. K. | n. a. bzw. a. K.  | n. a. bzw. a. K.  | n. a. bzw. a. K.  | n. a. bzw. a. K.  | n. a. bzw. a. K.  | n. a. bzw. a. K.  | n. a. bzw. a. K.  | n. a. bzw. a. K. | n. a. bzw. a. K. | 0 / 2       | 3:2         | 60 %        |
| Peking                       | nicht ausgetragen | nicht ausgetragen | nicht ausgetragen | –                 | –                 | –                 | 1                 | 1                 | VF                | 1                 | AF               | F                 | 1                 | 2                 | nicht ausgetragen | nicht ausgetragen | nicht ausgetragen | –                 | –                | –                | 0 / 8       | 10:7        | 59 %        |
| Wuhan                        | nicht ausgetragen | nicht ausgetragen | nicht ausgetragen | nicht ausgetragen | nicht ausgetragen | nicht ausgetragen | nicht ausgetragen | nicht ausgetragen | 2                 | AF                | HF               | 2                 | 2                 | AF                | nicht ausgetragen | nicht ausgetragen | nicht ausgetragen | nicht ausgetragen | –                | –                | 0 / 6       | 5:6         | 45 %        |
| Olympische Spiele            | n. a.             | n. a.             | –                 | nicht ausgetragen | nicht ausgetragen | nicht ausgetragen | 1                 | nicht ausgetragen | nicht ausgetragen | nicht ausgetragen | –                | nicht ausgetragen | nicht ausgetragen | nicht ausgetragen | nicht ausgetragen | –                 | n. a.             | n. a.             | –                | n. a.            | 0 / 1       | 0:1         | 0 %         |
| Billie Jean King Cup         | –                 | –                 | –                 | –                 | K1                | –                 | K1                | –                 | PO                | PO                | PO               | PO                | PO                | HF                | –                 | –                 | –                 | –                 | –                | –                | 0 / 8       | 20:5        | 80 %        |
| Statistik                    | Statistik         | Statistik         | Statistik         | Statistik         | Statistik         | Statistik         | Statistik         | Statistik         | Statistik         | Statistik         | Statistik        | Statistik         | Statistik         | Statistik         | Statistik         | Statistik         | Statistik         | Statistik         | Statistik        | Statistik        | S/N         | S/N         | Sieg%       |
| Turnierteilnahmen            | 2                 | 2                 | 11                | 19                | 24                | 26                | 25                | 24                | 20                | 19                | 19               | 19                | 16                | 18                | 6                 | 13                | 15                | 0                 | 4                | 1                | Gesamt: 283 | Gesamt: 283 | Gesamt: 283 |
| Erreichte Finals             | 0                 | 2                 | 3                 | 2                 | 2                 | 1                 | 1                 | 6                 | 5                 | 5                 | 3                | 5                 | 6                 | 2                 | 3                 | 1                 | 2                 | 0                 | 0                | 0                | Gesamt: 49  | Gesamt: 49  | Gesamt: 49  |
| Gewonnene Titel              | 0                 | 2                 | 3                 | 1                 | 0                 | 0                 | 0                 | 6                 | 2                 | 3                 | 3                | 1                 | 3                 | 1                 | 3                 | 0                 | 2                 | 0                 | 0                | 0                | Gesamt: 30  | Gesamt: 30  | Gesamt: 30  |
| Hartplatz-Siege/-Niederlagen | 0:0               | 10:0              | 7:3               | 16:10             | 17:12             | 20:15             | 17:15             | 29:11             | 23:11             | 41:11             | 26:13            | 21:12             | 28:7              | 23:13             | 10:2              | 20:7              | 23:6              | 0:0               | 1:3              | 0:1              | 332:152     | 332:152     | 69 %        |
| Sand-Siege/-Niederlagen      | 3:2               | 0:0               | 18:4              | 15:7              | 21:10             | 7:9               | 9:6               | 18:5              | 17:3              | 6:4               | 10:4             | 18:3              | 16:3              | 11:3              | 13:1              | 4:3               | 5:3               | 0:0               | 0:1              | 0:0              | 191:71      | 191:71      | 73 %        |
| Rasen-Siege/-Niederlagen     | 0:0               | 0:0               | 0:0               | 0:0               | 1:1               | 1:2               | 0:3               | 6:1               | 6:2               | 2:2               | 9:1              | 6:2               | 2:1               | 9:1               | 0:0               | 0:0               | 11:2              | 0:0               | 0:0              | 0:0              | 53:18       | 53:18       | 75 %        |
| Teppich-Siege/-Niederlagen   | 0:0               | 0:0               | 1:1               | 3:1               | 0:0               | 0:0               | 0:0               | 0:0               | 0:0               | 0:0               | 0:0              | 0:0               | 0:0               | 0:0               | 0:0               | 0:0               | 0:0               | 0:0               | 0:0              | 0:0              | 4:2         | 4:2         | 67 %        |
| Gesamt-Siege/-Niederlagen    | 3:2               | 10:0              | 26:8              | 34:18             | 39:23             | 28:26             | 26:24             | 53:17             | 46:16             | 49:17             | 45:18            | 45:17             | 46:11             | 43:17             | 23:3              | 24:10             | 39:11             | 0:0               | 1:4              | 0:1              | 580:243     | 580:243     | 70 %        |
| Sieg%                        | 60 %              | 100 %             | 76 %              | 65 %              | 63 %              | 52 %              | 52 %              | 76 %              | 74 %              | 74 %              | 71 %             | 73 %              | 81 %              | 72 %              | 88 %              | 71 %              | 78 %              | –                 | 20 %             | 0 %              | Gesamt:     | Gesamt:     | 70 %        |
| Jahresendposition            | –                 | –                 | 352               | 210               | 81                | 53                | 47                | 11                | 3                 | 2                 | 4                | 1                 | 1                 | 4                 | 2                 | 20                | 10                | –                 | 882              | –                | N/A         | N/A         | N/A         |

Zeichenerklärung: S = Turniersieg; F, HF, VF, AF = Einzug ins Finale / Halbfinale / Viertelfinale / Achtelfinale; 1, 2, 3 = Ausscheiden in der 1. / 2. / 3. Hauptrunde; KF (kleines Finale) = unterlegen im Spiel um Platz drei; RR = Round Robin (Gruppenphase); n. a. = nicht ausgetragen; a. K. = andere Kategorie; PO (Playoff) = Auf- und Abstiegsrunde im Fed Cup; K1, K2, K3 = Teilnahme in der Kontinentalgruppe I, II, III im Fed Cup.
Anmerkung: Diese Statistik berücksichtigt alle Ergebnisse im Einzel bei ITF- und WTA-Turnieren. Als Quelle dient die WTA-Seite der Spielerin. Dargestellt sind nur WTA-Turniere der Kategorie Tier I (bis 2008), die WTA-Turniere der Kategorien Premier Mandatory und Premier 5 (2009–2020) bzw. die WTA-Turniere der Kategorie 1000 (seit 2021).

### Doppel
| Turnier         | 2011 | 2012 | 2013 | 2014 | 2015 | 2016 | 2017 | 2018 | 2019 | 2020 | 2021 | 2022 | Karriere |
| --------------- | ---- | ---- | ---- | ---- | ---- | ---- | ---- | ---- | ---- | ---- | ---- | ---- | -------- |
| Australian Open | 1    | 1    | 1    | 1    | —    | —    | —    | —    | —    | —    | 1    | 1    | 1        |
| French Open     | 1    | 2    | 1    | —    | —    | —    | —    | —    | —    | —    | —    | —    | 2        |
| Wimbledon       | 1    | 1    | 1    | —    | 1    | —    | —    | —    | —    |      | —    | —    | 1        |
| US Open         | 2    | 1    | 1    | —    | —    | —    | —    | —    | —    | —    | —    | —    | 2        |

## Auszeichnungen
- „Most Improved Player of the Year“ (WTA) – 2013
- Ehrenbürgerin von Bușteni – 2013[22]
- Ehrenbürgerin vom Kreis Constanța – 2014[23]
- „Diamond Aces“ (WTA) – 2016[24]
- Ehrenbürgerin von Constanța – 2016[25]
- Ehrenbürgerin von Bukarest – 2018[26]